# Ernest Vincze
Ernest Vincze (* 25. November 1942 in Budapest, Ungarn; † 6. Oktober 2024) war ein ungarischer Kameramann.

## Leben
Ernest Vincze begann seine Karriere beim ungarischen Staatsfernsehen, wo er für drei Jahre Dokumentationen drehte, bevor er 1964 nach England auswanderte. Nachdem er in den 1980er Jahren Filme wie Operation Tanger, Der Biggels-Effekt und Flucht aus Sobibor drehte, war er zuletzt für die britische Serie Doctor Who als Kameramann für 38 Folgen verantwortlich, darunter auch Nicht blinzeln und Der rote Garten. Vincze war Mitglied der British Society of Cinematographers und der Guild of British Camera Technicians (GBCT).

## Filmografie (Auswahl)
- 1977: Der Tanzpalast (Roseland)
- 1983: Black Out im Höllenparadies (Scrubbers)
- 1983: Es geschah am See (A Pattern of Roses)
- 1985: Operation Tanger (Tangiers)
- 1985: Undercover O.S.S. (Behind Enemy Lines)
- 1985: Wölfe jagen nie allein (Hitler's S.S.: Portrait in Evil)
- 1986: Der Biggels-Effekt (Biggles: Adventures in Time)
- 1986: Shanghai Surprise
- 1987: Besuchen Sie Europa! (If It's Tuesday, It Still Must Be Belgium)
- 1987: Flucht aus Sobibor
- 1989: Gewagtes Spiel (Business as Usual)
- 1992: Mit Schwert und Leidenschaft (De terre et de san)
- 1997: Schere Stein Papier (Stone, Scissors, Paper)
- 2005–2009: Doctor Who (Fernsehserie, 38 Folgen, u. a. Nicht blinzeln und Der rote Garten)